# Дјуи (Оклахома)
Дјуи (енгл. Dewey) град је у америчкој савезној држави Оклахома.

## Демографија
По попису из 2010. године број становника је 3.432, што је 253 (8,0%) становника више него 2000. године.
| Група             | 2000.         | 2010.         |
| Белци             | 2.457 (77,3%) | 2.528 (73,7%) |
| Афроамериканци    | 69 (2,2%)     | 66 (1,9%)     |
| Азијати           | 2 (0,1%)      | 4 (0,1%)      |
| Хиспаноамериканци | 105 (3,3%)    | 147 (4,3%)    |
| Укупно            | 3.179         | 3.432         |